# Fiskerhuset
 Denne artikel omhandler de to Fiskerhuse i København. Opslagsordet har også en anden betydning, se Fiskerhuset på Stevns.
Fiskerhuset var navnet på to huse i København, der begge i 1700-tallet fungerede som traktørsteder.
Det ene lå udenfor Østerport i København og kaldtes også Stadens Fiskerhus (55°41′54.2″N 12°35′23.65″Ø / 55.698389°N 12.5899028°Ø). Det lå ved den nuværende Classensgade. Christen Andersen Bay ejede huset i 1722, men Frederik Rostgaard fik fæste på huset 14. maj 1723 og afstod det 1727 til Johannes Vilhelm Smith.
Det beskrives i 1722 som bestående af 19 fag og opført af bindingsværk. Mod øst var der en stue med anstrøgne brædder på væggene og vindovn, to køkkener med murstensgulv, et spisekammer, to stuer betrukne med spånmåtter og udstyret med bilæggerovn og et lille kammer med bare vægge. I den øvrige del af huset var der staldrum med plads til 13 heste. Den tilhørende have får følgende ord med på vejen:
En stor Have, hvorudi findes et Lysthus af savskaarne Stakitter med et nagelfast Bord og tvende Bænke, saa og i samme Have er 5 Fiskedamme med deres Afløbsrender, den ene næsten sammengroet, og tvende Stigborde, et gammelt Hyttefad. I samme Have findes 218 Frugttræer af adskillige Slags saa og en Del Ribs- og Stikkelsbærtorne.
Da det i 1725 blev udbudt til leje sammen med et indgrøftet vænge, der lå ned mod nuværende Strandboulevarden. Liebhavere blev bedt om at se nærmere på det "og skønne paa den Velsignelse af Byg og Havre, som Vænget, og de mange Skønne Frugtræer, som Haven er velsignet med."
I 1730 kaldtes det "gamle fiskerhus", da Smith søgte at leje det ud. Han beskrev det som "bekvemt baade for et Herskab at lustere paa om Sommeren, saasom dertil findes tvende Staldrum og et anseligt Gaardsrum, saa og til et Værtshus, saasom deri findes skønne apterede Værelser med sine behørige Kakkelovne."
Længere ind mod byen, tæt ved de kongelige fiskedamme, lå Kongens Fiskerhus (55°41′45.92″N 12°34′46.26″Ø / 55.6960889°N 12.5795167°Ø). Det blev vistnok bygget på Christian 5.s tid, og 1679 fik kongens jæger, Johan Dantzer, fribolig i huset og bevilling til at udskænke øl og vin og holde en skydebane. Huset skulle efter sigende 1728 have tilhørt Andreas Høyer. Det beboedes da af kokken og traktøren Christian Hansen, som i aviserne tilbød fisk, vildt, traktement og anden opvartning. Det beskrives som et 20 fags hus af egetømmer med mange bekvemme værelser og fem jernkakkelovne. Dertil kom et 12 fags staldrum af fyrretømmer og en have med to fiskedamme og mange frugttræer.